# Шавит, Шабтай
Шабтай Шавит (ивр. שבתי שביט‎; 17 июля 1939, Нешер — 5 сентября 2023, Сицилия) — генеральный директор израильского Моссада с 1989 по 1996 год.

## Биография
Шавит сначала поступил на службу в израильский флот, а позже служил в подразделении Сайерет Маткаль. С 1978 по 1979 год он был военным губернатором Южного военного округа Израиля . В 1964 году он присоединился к Моссаду, где дослужился до генерального директора.
Среди операций, которыми руководил Шавит, было похищение физика-ядерщика Мордехая Вануну, раскрывшего британской прессе информацию об атомной программе Израиля.
После ухода из Моссада он пять лет проработал генеральным директором Maccabi Health Services Group. С 2001 года он был председателем Института по борьбе с терроризмом Междисциплинарного центра в Герцлии, Израиль. Он был президентом и генеральным директором EMG Israel и председателем правления Athena. Шавит продолжал работать в правительстве, в том числе в качестве советника Совета национальной безопасности Израиля, советника комитета Кнессета по иностранным делам и подкомитета национальной безопасности по разведке, а также в качестве члена Целевой группы NYFD по будущей готовности к борьбе с терроризмом.
В июне 2010 года он выступал за нанесение превентивного удара по ядерным объектам Ирана. При этом, на его взгляд, мишенями должны были стать религиозные представители террористических организаций и главы государств, поддерживающие террористические организации.
В статье репортёра Джуды Ари Гросса в The Times of Israel от 17 мая 2017 года Шавит раскритиковал президента США Дональда Трампа, заявив, что его действия «ставят под угрозу международный обмен информацией в свете сообщений о том, что президент США передал России секретные разведданные». Бывший глава разведки обвинил Трампа в том, что он «ввязывался в ситуации без надлежащего инструктажа, а затем невольно нарушал неписаные кодексы поведения разведки».

## Автобиография
- Shabtai Shavit, Head of Mossad, Yedioth books 2018 ( (ивр.))